# حاكم غرينادا العام
حاكم عام غرينادا هو المكلف بإدارة البلاد من قبل ملكة غرينادا وخليفتها فيها منذ استقلالها عن المملكة المتحدة في عام 1974. 

## حكام غرينادا العامون (1974–حتى الآن)
| من             | إلى            | الاسم (الميلاد-الوفاة)          |
| -------------- | -------------- | ------------------------------- |
| 7 فبراير 1974  | 30 سبتمبر 1978 | السير ليو دي غيل (1921-1986)    |
| 30 سبتمبر 1978 | 6 أغسطس 1992   | السير بول سكون (1935-1989)      |
| 6 أغسطس 1992   | 8 أغسطس 1996   | السير ريجنالد بالمر (1923–2013) |
| 8 أغسطس 1996   | 27 نوفمبر 2008 | السير دانيال وليامز (1935–2024) |
| 27 نوفمبر 2008 | 7 مايو 2013    | السير كارلايل غلين (1932–2021)  |
| 7 مايو 2013    | في المنصب      | سيسيل لاغروناد (1952–)          |

## وصلات خارجية
- الموقع الإلكتروني للحاكم العام